# Zofia Książek-Bregułowa
Zofia Książek-Bregułowa (ur. 14 marca 1920 w Kielcach, zm. 1 czerwca 2014 w Katowicach) – polska aktorka, poetka, łączniczka AK.

## Życiorys
W 1938 zdała maturę w liceum w Kielcach. W listopadzie 1939 rozpoczęła studia aktorskie na tajnych kompletach Państwowego Instytutu Sztuki Teatralnej w Warszawie. Ostatnie egzaminy zdała przed wybuchem powstania warszawskiego. Była łączniczką w zgrupowaniu AK Krybar. 5 września 1944 została ranna – jeden z pocisków eksplodował przed nią raniąc jej nogi, klatkę piersiowa, głowę i oczy, odbierając wzrok. 10 października 1944 znalazła się wraz z innymi członkiniami powstania w Stalagu XI A w Gross Lübbars. Przed świętami Bożego Narodzenia w 1944 przewieziono ją wraz z innymi do Stalagu VI C w Oberlangen, gdzie stopniowo zebrano ok. 2000 kobiet i dziewcząt biorących udział w powstaniu warszawskim. Po wyzwoleniu obozu przez II Pułk I Polskiej Dywizji Pancernej gen. Maczka rozpoczęła walkę o odzyskanie wzroku. Znalazła się w Szkocji, w Edynburgu w szpitalu im. I.J. Paderewskiego, gdzie po operacji odzyskała częściowo wzrok w prawym oku (około 3% widzenia).
W 1947 wróciła do kraju i wyszła za mąż za poznanego w Szkocji skrzypka Włodzimierza Bregułę. Pracę rozpoczęła w Polskim Radiu w Warszawie, a pierwszy angaż do teatru otrzymała w Teatrze Ziemi Opolskiej, w którym pracowała w latach 1949–1951. Grała m.in. Zośkę-Wariatkę w adaptacji Placówki B. Prusa, Hankę w Moralności pani Dulskiej G. Zapolskiej, Dewotkę w Czarującej szewcowej F. Garcíi Lorki, Marietie w Pieją koguty J. Bałtuszisa, Ślusarzową w Rewizorze N. Gogola i dwa epizody wokalno-taneczne w Wodewilu Warszawskim Gozdawy i Stępnia.
W 1967 zagrała na Małej Scenie Teatru Śląskiego w Katowicach monodram Podróż do zielonych cieni F. Methlinga, a w 1968 Tabu J. Bocheńskiego, a na Scenie Literackiej Teatru Nowego w Zabrzu w 1974 Dasz mi trzech synów E. Sniegiriowa i Życie E. Brylla.
Jest autorką kilku tomików wierszy i tomu opowiadań.
Zofia Książek-Bregułowa jest także bohaterką wydanej w 1995 książki B. Czajkowskiej pt. Będziesz jedna, jedyna..., a jej życie jest tematem filmu nakręconego przez K. Miklaszewskiego w 1978. W 1999 powstał film autorstwa M. Makaruk pt. Poezja utkana z jej życia, a w 2003 drugi film o niej pt. Zamiast świateł rampy.
Była członkiem Związku Ociemniałych Żołnierzy RP, Światowego Związku Żołnierzy AK oraz St Dunstan’s – brytyjskiego stowarzyszenia ociemniałych w służbie wojskowej. W 2001 otrzymała tytuł Weterana Walk o Wolność i Niepodległość.
Od 8 października 2010 roku jest patronką Specjalnego Ośrodka Szkolno-Wychowawczego dla Dzieci i Młodzieży Niepełnosprawnej w Dąbrowie Górniczej.

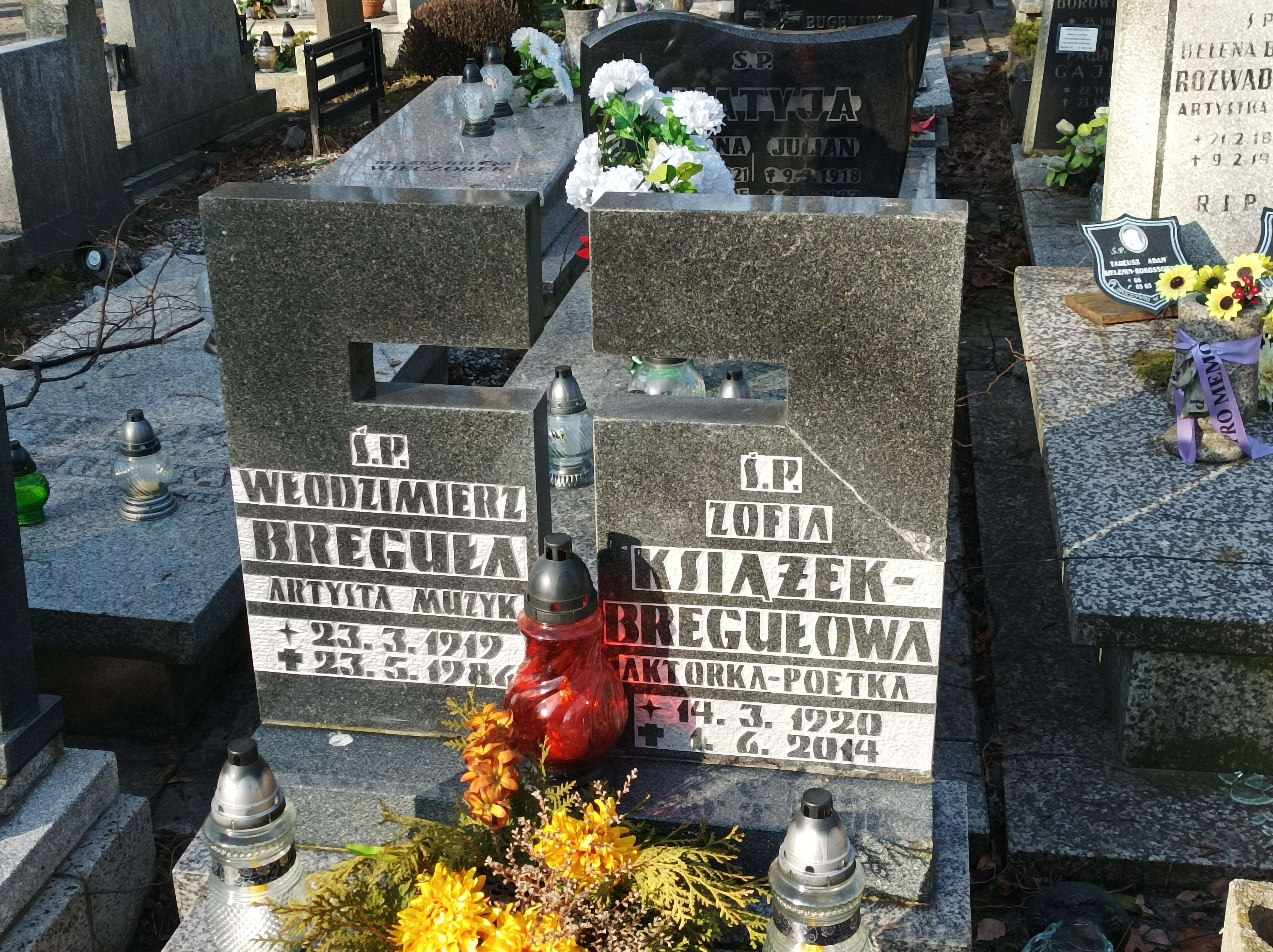
Grób Zofii Książek-Bregułowej na cmentarzu przy ul. Francuskiej w Katowicach

## Wydane tomiki wierszy
- Śpiewam mój ból (Czytelnik 1986)
- Nie płacz Antygono (Księgarnia św. Jacka 1991)
- Cykada na smyczku (Księgarnia św. Jacka 1997)
- W tym istnieniu drugim (Ina-Press 2000),
- Czy zdążę... (Ina-Press 2005),
- oraz tomik opowiadań Zamiast świateł rampy (Ina-Press 2003)

## Odznaczenia
- Warszawski Krzyż Powstańczy
- Krzyż Kawalerski Orderu Odrodzenia Polski